# 2014 GN1
2014 GN1 est un astéroïde géocroiseur de la famille Apollon d'environ 50 mètres de diamètre qui s'est approché à 1,2 million de kilomètres de la Terre le 6 avril 2014. Se déplaçant alors à une vitesse relative d'environ 20 kilomètres par seconde par rapport à la Terre, son déplacement sur le ciel atteignait 3 minutes d'arc  par minute.